# Scottsburg (Indiana)
Scottsburg è una città degli Stati Uniti d'America, situata nello Stato dell'Indiana e in particolare nella contea di Scott, della quale è il capoluogo.